# Typical Spanish
Typical Spanish fue un programa de entretenimiento presentado por Frank Blanco y producido por Shine Iberia. Se estrenó en La 1 el 19 de junio de 2020. Inicialmente se emitía los viernes a las 22:05, pero desde su cuarto episodio pasó a la noche de los lunes.

## Formato
Este formato presentado por Frank Blanco pone a prueba los conocimientos sobre España (pueblos, costumbres...) todo ello con la colaboración de Florentino Fernández, Vicky Martín Berrocal y en algunos programas Carlos Latre sustituyéndola. Se trata de la adaptación del programa neerlandés I Love My Country.

## Puntuaciones
| Equipo rojo                                                                  | Equipo azul                                                                     | Resultado |
| •Florentino Fernández •Edu Soto •Natalia Millán •Massiel                     | •Vicky Martín Berrocal •Alba Carrillo •Samantha Vallejo-Nágera •Carlos Iglesias | 26-48     |
| •Florentino Fernández •Fernando Tejero •María Adánez •Juan Salazar           | •Vicky Martín Berrocal •Cósima Ramírez •Pepe Rodríguez •José Salazar            | 47-39     |
| •Florentino Fernández •Leonor Lavado •Colate Vallejo-Nágera •Ainhoa Arteta   | •Vicky Martín Berrocal •Raquel Sánchez Silva •José Corbacho •Carmen Lomana      | 89-50     |
| •Florentino Fernández •Ricky Merino •Agustín Jiménez •Bibiana Fernández      | •Vicky Martín Berrocal •Jacob Petrus •Cristina Medina •Boris Izaguirre          | 54-37     |
| •Florentino Fernández •Omar Montes •David Fernández •Ágatha Ruiz de la Prada | •Vicky Martín Berrocal •J. J. Vaquero •Yolanda Ramos •Luisa Gavasa              | 24-25     |
| •Florentino Fernández •Ana Fernández •Cayetana Guillén Cuervo •Paco Collado  | •Vicky Martín Berrocal •Diana Navarro •Antonio Molero •Xavier Deltell           | 25-106    |
| •Florentino Fernández •La Terremoto de Alcorcón •Mario Vaquerizo •Alaska     | •Vicky Martín Berrocal •Marta Torné •Secun de la Rosa •Pepón Nieto              | 21-137    |
| •Florentino Fernández •Melani Olivares •Gisela •Eduardo Navarrete            | •Carlos Latre •Santiago Segura •Juan José Ballesta •Mariola Fuentes             | 52-86     |
| •Florentino Fernández •María Escoté •Adriana Abenia •Leo Harlem              | •Vicky Martín Berrocal •Arkano •Carlos Latre •Verónica Forqué                   | 0-36      |
| •Florentino Fernández •Laura Sánchez •Lorenzo Caprile •Toñi Salazar          | •Vicky Martín Berrocal •Jesús Castro •Berta Collado •Encarna Salazar            | 27-38     |

## Temporadas y audiencias

### Temporada 1 (2020)
| Programa | Fecha      | Equipo azul (Vicky) (Programa 1-7/9-10) (Carlos Latre) (Programa 8) | Equipo rojo (Flo)                                            | Audiencia         | Ganador     |
| -------- | ---------- | ------------------------------------------------------------------- | ------------------------------------------------------------ | ----------------- | ----------- |
| 01       | 19/06/2020 | Alba Carrillo, Samantha Vallejo-Nágera y Carlos Iglesias            | Natalia Millán, Edu Soto y Massiel                           | 987 000 (7,2%)    | Equipo azul |
| 02       | 26/06/2020 | Cósima Ramírez, Pepe Rodríguez y José Salazar                       | María Adánez, Fernando Tejero y Juan Salazar                 | 856 000 (7,1%)    | Equipo rojo |
| 03       | 03/07/2020 | Raquel Sánchez Silva, Carmen Lomana y José Corbacho                 | Colate, Ainhoa Arteta y Leonor Lavado                        | 846 000 (7,8%)    | Equipo rojo |
| 04       | 13/07/2020 | Jacob Petrus, Cristina Medina y Boris Izaguirre                     | Bibiana Fernández, Agustín Jiménez y Ricky Merino            | 1 002 000 (7,7%)  | Equipo rojo |
| 05       | 20/07/2020 | J. J. Vaquero, Yolanda Ramos y Luisa Gavasa                         | Omar Montes, David Fernández Ortiz y Ágatha Ruiz de la Prada | 1 242 000 (10,5%) | Equipo azul |
| 06       | 27/07/2020 | Diana Navarro, Antonio Molero y Xavier Deltell                      | Paco Collado, Cayetana Guillén Cuervo y Ana Fernández García | 1 075 000 (9,1%)  | Equipo azul |
| 07       | 03/08/2020 | Secun de la Rosa, Marta Torné y Pepón Nieto                         | Alaska, Mario Vaquerizo y La Terremoto de Alcorcón           | 951 000 (8,3%)    | Equipo azul |
| 08       | 10/08/2020 | Mariola Fuentes, Juanjo Ballesta y Santiago Segura                  | Gisela, Melani Olivares y Eduardo Navarrete                  | 1 000 000 (8,8%)  | Equipo azul |
| 09       | 17/08/2020 | Arkano, Carlos Latre y Verónica Forqué                              | María Escoté, Adriana Abenia y Leo Harlem                    | 1 006 000 (8,6%)  | Equipo azul |
| 10       | 24/08/2020 | Jesús Castro, Berta Collado y Encarna Salazar                       | Laura Sánchez, Lorenzo Caprile y Toñi Salazar                | 969 000 (8,3%)    | Equipo azul |

## Audiencia media de todas las ediciones
| Edición                             | Programas | Fecha | Cadena | Espectadores | Cuota |
| ----------------------------------- | --------- | ----- | ------ | ------------ | ----- |
| Typical Spanish (Primera temporada) | 10        | 2020  | La 1   | 993 000      | 8,3%  |